# Першина, Ирина Валерьевна
Ирина Валерьевна Пе́ршина (род. 13 мая 1975 года, Волгоград) — российская телеведущая, врач, сотрудница канала ТВ Центр (недоступная ссылка), ток-шоу «Врачи», «Доктор И…» Архивная копия от 17 мая 2014 на Wayback Machine.

## Биография
Родилась 13 мая 1975 года в городе Волгограде.
Отец — инженер, мама — нефтяник. Воспитанием, в основном, занималась бабушка — Евфалия Алексеевна Калинина, учительница русского языка и литературы, выпускница института им. А. И. Герцена.
Ирина Першина окончила школу в 1992 году и поступила в Волгоградскую Медицинскую академию. В 1997 году успешно её закончила по специальности «Стоматология общая».
В 2000 году переехала в Москву по приглашению Российско-немецкой медицинской клиники.
Проходила стажировку в Германии и Израиле.
Практикующий врач в «Немецком стоматологическом Центре».
В 2012 году окончила Московскую государственную юридическую академию — специализация «Административное право», в рамках академии, с красным дипломом, закончила спецкурс «Избирательное право».
С 2011 года — ведущая ток-шоу «Врачи» на канале ТВ Центр (программа в 2012 году получила премию «Грация» в области красоты и здоровья и премию «Хрустальная пробирка» — за лучшее освещение в СМИ проблемы экстракорпорального оплодотворения).
С 2013 года — ведущая авторской программы «Доктор И …» Архивная копия от 17 мая 2014 на Wayback Machine Соведущие: 1. Андрей Носков (январь — июнь 2013 года); 2. Виктор Логинов (август 2013 года — июнь 2014 года); 3 Кирилл Радциг Архивная копия от 27 октября 2014 на Wayback Machine (август 2014 года и по настоящее время)

## Личная жизнь
У Ирины есть сын Михаил, который учится в МГИМО МИД России. 
Ирина предпочитает активное времяпрепровождение и лучшим отдыхом считает спорт и путешествия.